# Aziz Ibragimov
Aziz Ibragimov (Азиз Ибрагимов, ur. 21 lipca 1986) – uzbecki piłkarz grający na pozycji pomocnika.

## Kariera klubowa
Karierę piłkarską Ibragimov rozpoczął w klubie Traktor Taszkent. W 2004 roku zadebiutował w jego barwach w pierwszej lidze uzbeckiej. W 2005 roku odszedł z Traktoru do Sho'rtanu G'uzor. Z kolei w 2006 roku występował w Mash'alu Muborak.
W drugiej połowie 2006 roku Ibragimov został zawodnikiem słowackiego Slovana Bratysława. W sezonie 2008/2009 wywalczył ze Slovanem mistrzostwo Słowacji, jednak jeszcze w jego trakcie odszedł do czeskiego Bohemiansu 1905 Praga. Na koniec sezonu 2008/2009 awansował z nim z drugiej do pierwszej ligi.
W 2011 roku Ibragimov został zawodnikiem chińskiego Qingdao Jonoon.
| Sezon   | Klub              | Kraj       | Rozgrywki      | Mecze | Bramki |
| ------- | ----------------- | ---------- | -------------- | ----- | ------ |
| 2004    | Traktor Taszkent  | Uzbekistan | Olij Liga      | 9     | 0      |
| 2005    | Traktor Taszkent  | Uzbekistan | Olij Liga      | 7     | 0      |
| 2005    | Sho'rtan G'uzor   | Uzbekistan | Olij Liga      | 11    | 0      |
| 2006    | Mash'al Muborak   | Uzbekistan | Olij Liga      | ?     | ?      |
| 2006/07 | Slovan Bratysława | Słowacja   | Extraliga      | 9     | 2      |
| 2007/08 | Slovan Bratysława | Słowacja   | Extraliga      | 17    | 3      |
| 2008/09 | Slovan Bratysława | Słowacja   | Extraliga      | 3     | 0      |
| 2008/09 | Bohemians 1905    | Czechy     | II. liga       | 17    | 1      |
| 2009/10 | Bohemians 1905    | Czechy     | Gambrinus Liga | 23    | 0      |
| 2010/11 | Bohemians 1905    | Czechy     | Gambrinus Liga | 15    | 1      |
| 2011    | Qingdao Jonoon    | Chiny      | Super League   | 12    | 2      |
| 2012    | Qingdao Jonoon    | Chiny      | Super League   | 27    | 2      |
| 2013    | Qingdao Jonoon    | Chiny      | Super League   |       |        |

## Kariera reprezentacyjna
W reprezentacji Uzbekistanu Ibragimov zadebiutował w 2007 roku. W tym samym roku został powołany przez selekcjonera Raufa Inileyeva do kadry na Puchar Azji 2007. Tam wystąpił w 4 spotkaniach: z Iranem (1:2), z Malezją (5:0 i gol w 85. minucie), z Chinami (3:0) i ćwierćfinale z Arabią Saudyjską (1:2).